# Бота Шамурзаев
Бота Шамурзаев (чечен. Шахмирзин Бота; 1806—1875) — участник Кавказской войны, наиб округа Большой Чечни, Мичиковский наиб, потом — майор милиции.

## Биография
Выходец из селения Дади-Юрт, принадлежал к тайпу Харачой. 15 сентября 1819 года во время уничтожения Дади-юрта был взят в плен и детство провёл в семье будущего участника восстания декабристов — барона Розена.
Службу начал волонтёром в милиции в 1835 году. 8 декабря 1838 года произведён в прапорщики, 13 января 1845 года — в подпоручики.
В начале 1845 года, не выдержав притеснений и издевательств генерала Пулло над мирными чеченцами, Бота перешёл на сторону Шамиля, где, отличившись, был назначен наибом Мичика, а затем — старшим наибом Большой Чечни.
Являлся наибом Качкалыка, Большой Чечни и Мичика. В 1851 году перешёл на сторону России.

## Память
До 1944 года в Грозненском краеведческом музее хранилось личное знамя Боты. Шелковый круг (красного цвета), наклейка на знамени («наибском значке»). Кругом надпись на арабском языке (возможно такого содержания «Тот кто думает о последствиях, никогда не будет храбрым»).